# (3036) Крат
(3036) Крат (лат. Krat) — типичный астероид главного пояса, открыт 11 октября 1937 года российским и советским астрономом Григорием Неуйминым в Симеизской обсерватории и 26 марта 1986 года назван в честь советского астронома Владимира Крата.

## Обнаружение и именование
(3036) Крат
Открыт 11 октября 1937 года в Симеизе Г. Н. Неуйминым.
Назван в память о члене-корреспонденте Академии наук СССР Владимире Алексеевиче Крате (1911—1983) — сотруднике Пулковской обсерватории и её директоре с 1964 по 1979 год. Его основной вклад в астрономию включал физику Солнца и структуру хромосферы, фигуры равновесия близких двойных систем, классификацию переменных затмений и космогонию. Инициировал и активно участвовал в создании первой советской стратосферной аэростатной обсерватории.
Оригинальный текст (англ.)3036 Krat
Discovered 1937-Oct-11 by Neujmin, G. at Simeis.
Named in memory of Vladimir Alekseevich Krat (1911—1983), corresponding member of the U.S.S.R. Academy of Sciences, a staff member of the Pulkovo Observatory and from 1964 to 1979 its director. His main contributions to astronomy involved solar physics and chromospheric structure, figures of equilibrium of close binaries, classification of eclipsing variables and cosmogony. He initiated and actively participated in the development of the first Soviet stratospheric balloon observatory.
Источники: DISCOVERY.DB; M.P.C. 10547.

## Орбита

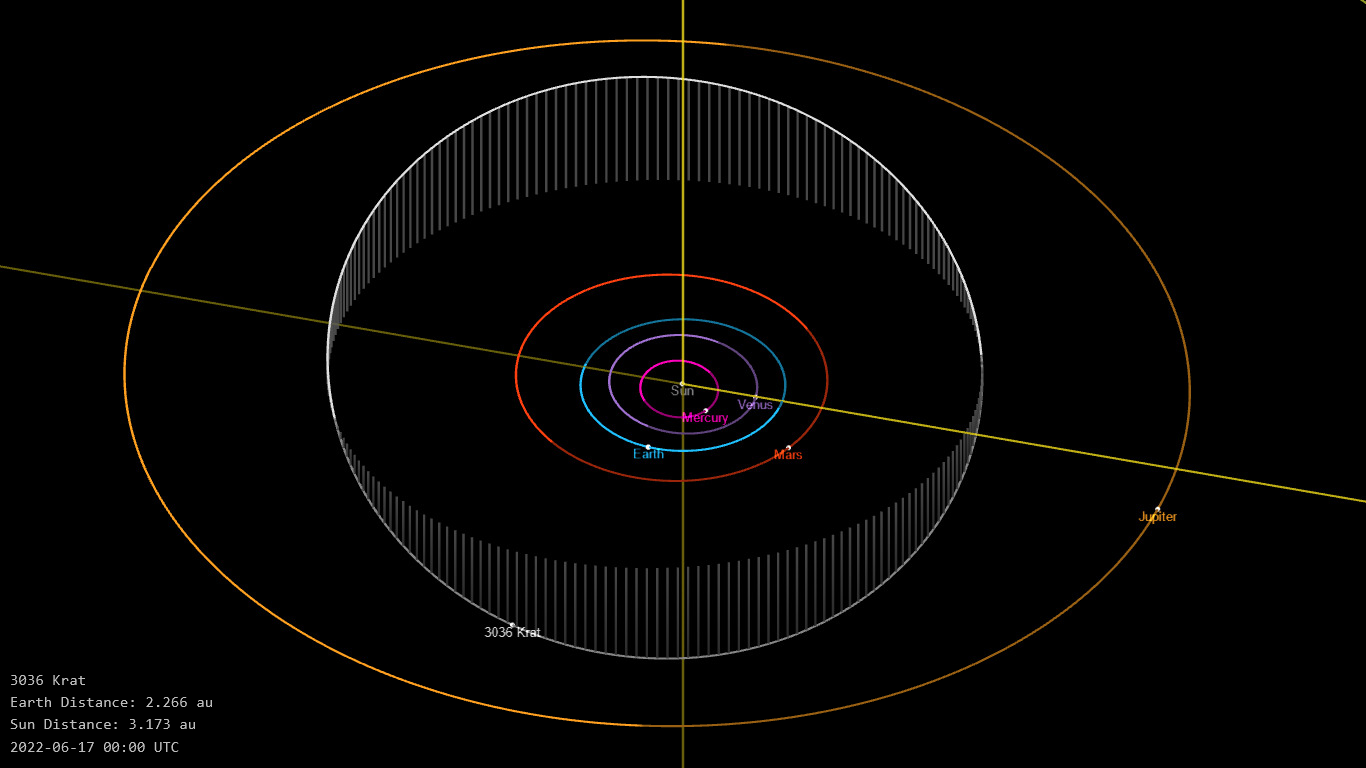
Орбита астероида Крат и его положение в Солнечной системе

## Физические характеристики
Астероид относится к таксономическому классу B.
По результатам наблюдений в инфракрасном диапазоне орбитальной обсерватории IRAS и спутника Akari и наблюдений в видимом и ближнем инфракрасном диапазоне космического телескопа NEOWISE диаметр астероида сначала оценивался равным 42,39±1,7 км, позже — 54,978±0,770 км, 42,94±0,76 км, 47±5 км, 45,0±4,5 км, 46,946±0,335 км. Согласно тем же источникам альбедо оценивается как 0,1182±0,01, 0,0703±0,0072, 0,116±0,005, 0,06±0,01, 0,07±0,01 и 0,102±0,014.